# Avengers (jeu vidéo)
Pour les articles homonymes, voir The Avengers.
Avengers (必殺 無頼拳, Hissatsu Buraiken) est un jeu vidéo de type beat them all développé et édité par Capcom, sorti en février 1987 sur système d'arcade Section Z. Il a été conçu par le duo Takashi Nishiyama et Finish Hiroshi qui a développé plus tard le Street Fighter original, ainsi que quelques-uns de premiers jeux de combat pour SNK. En 2006, il a ensuite été inclus sur la compilation Capcom Classics Collection Vol. 2 pour PlayStation 2 et Xbox et sur Capcom Classics Collection: Remixed pour PlayStation Portable,.

## Portages
- Capcom Classics Collection Vol. 2 : PlayStation 2, Xbox
- Capcom Classics Collection: Remixed : PlayStation Portable